# Cécile Vidal
Pour les articles homonymes, voir Vidal.
Cécile Vidal, née le 27 septembre 1967, est une historienne française connue pour ses travaux sur l’histoire sociale des empires coloniaux, de la traite des esclaves et de l’esclavage dans les mondes atlantiques du XVIIe au XIXe siècle.

## Formation
Après avoir obtenu une licence (1989), une maitrise (1990) et un DEA (1991) d’histoire à l’Université Paris 4 – Sorbonne), Cécile Vidal obtient en 1995 un doctorat d’histoire à l’ÉHÉSS en soutenant une thèse sur Les implantations françaises au pays des Illinois au XVIIIe siècle (1699-1765). Elle est également agrégée d’histoire (1997). En 2014, elle soutient en Sorbonne un mémoire d'habilitation à diriger les recherches sur Ville, esclavage et race : éléments pour une histoire sociale de l'Empire français et des mondes atlantiques au XVIIIe siècle.

## Carrière
Après un premier poste à l’Université de Grenoble, Cécile Vidal est élue maitresse de conférences à l’École des Hautes études en sciences sociales (ÉHÉSS) en 2006, puis directrice d’études en 2016. Elle fait partie du Centre d'études nord-américaine (CENA). En 2011, elle fait une résidence de recherche (Mellon Senior Fellowship) à la John Carter Brown Library (Providence, RI) ; en 2012, elle est professeure invitée à l'Université Duke et à l'Université de Virginie ; en 2018, elle est professeure invitée à l’Université de Pékin.

## Réception
L'ouvrage rédigé avec Gilles Havard, Histoire de l'Amérique française, est couronné dès sa sortie par le Grand prix d’histoire Chateaubriand et le Grand prix de l’essai de la Société des Gens de Lettres. Il fait référence et connait 5 éditions jusqu'en 2019.

## Publications

### Ouvrages
- Cécile Vidal et Gilles Havard, Histoire de l’Amérique française, Paris, Flammarion, 2003 (ISBN 9782080801210)
- Cécile Vidal, Jacques Portes, Nicole Fouché et Marie-Jeanne Rossignol, Europe / Amérique du Nord : Cinq siècles d’interactions, Paris, Armand Colin, coll. « U », 2008 (ISBN 9782200345914)
- (en) Cécile Vidal, Caribbean New Orleans : Empire, Race, and the Making of a Slave Society, Chapel Hill, The University of North Carolina Press, 2019 (ISBN 978-1-4696-4518-6, lire en ligne)

### Articles en ligne
- Cécile Vidal, « Le Pays des Illinois, 1673-1818 », dans Yves Frenette, Étienne Rivard & Marc St-Hilaire (coord.), La francophonie nord-américaine, Québec, Les Presses de l'Université Laval, coll. « Atlas historique du Québec », 2013 (lire en ligne)
- Cécile Vidal, « La colonie du Mississippi », dans Yves Frenette, Étienne Rivard & Marc St-Hilaire (coord.), La francophonie nord-américaine, Québec, Les Presses de l'Université Laval, coll. « Atlas historique du Québec », 2013 (lire en ligne)
- Cécile Vidal, « Pour une histoire globale du monde atlantique ou des histoires connectées dans et au-delà du monde atlantique ? », Annales. Histoire, Sciences Sociales, vol. 67,‎ 2012, p. 391–413 (lire en ligne)
- Cécile Vidal et Émily Clark, « Famille et esclavage à la nouvelle-Orléans sous le régime français (1699-1769) », Annales de démographie historique, vol. 2, no 122,‎ 2011, p. 99–126 (lire en ligne)
- Cécile Vidal, « Le(s) monde(s) atlantique(s), l'Atlantique français, l'empire atlantique français », Outre-Mers. Revue d'histoire, nos 362-363,‎ 2009, p. 7–37 (lire en ligne)
- Cécile Vidal, « La nouvelle histoire atlantique en France : Ignorance, réticence et reconnaissance tardive », Nuevo Mundo Mundos Nuevos,‎ 2008 (lire en ligne)
- Cécile Vidal, « Africains et Européens au pays des Illinois durant la période française (1699–1765) », French Colonial History, no 3,‎ 2003, p. 51–68 (lire en ligne)

## Distinctions
- 2020 Prix de la recherche, Société des anglicistes de l'enseignement supérieur et de l'Association française d'études américaines, pour l’ouvrage Caribbean New Orleans[5]
- 2020 Prix Lionel-Groulx, Institut d'histoire de l'Amérique française, pour l’ouvrage Caribbean New Orleans[6]
- 2003 Grand prix d’histoire Chateaubriand, pour Histoire de l’Amérique française
- 2004 Grand prix de l’essai de la Société des Gens de Lettres, pour Histoire de l’Amérique française